# Maria Àngels Solà i Parera
Maria Àngels Solà i Parera   (Sant Sadurní d'Anoia, 1948) és una historiadora catalana. Doctora en Història Contemporània per la Universitat de Barcelona, és professora titular del Departament d'Història Contemporània de la mateixa universitat. Les seves línies de recerca són la història de la burgesia i de les classes mitjanes urbanes, la mobilitat social, la professionalització de les dones de les classes mitjanes i les dones com a productores independents.